# Quercus sumatrana
Quercus sumatrana är en bokväxtart som beskrevs av Engkik Soepadmo. Quercus sumatrana ingår i släktet ekar, och familjen bokväxter. Inga underarter finns listade i Catalogue of Life.